# Czesław Momatiuk
Czesław Momatiuk (ur. 20 lipca 1936 w Katowicach, zm. 23 listopada 1972 w Nowym Jorku) – polski taternik i alpinista, górski fotograf i publicysta, absolwent AWF w Warszawie (1955–1959).

## Życiorys
Jeden z najwybitniejszych polskich wspinaczy lat 50. i 60. XX wieku, związany ze środowiskiem śląskim (przezwisko „Moma”), o legendarnej wręcz sprawności w skale zarówno we wspinaczce klasycznej, jak i technice sztucznych ułatwień, tzw. hakówce. Autor kilku bardzo trudnych dróg w Tatrach. Do jego najwybitniejszych osiągnięć tatrzańskich należą: I przejście lewej części płn.-wsch. ściany Kazalnicy Mięguszowieckiej (19–21 lipca 1955, z Janem Długoszem), I przejście zimowe płn.-wsch. ściany Kazalnicy (6–8 marca 1957, z Długoszem, Andrzejem Pietschem i Marianem Własińskim) i nowa droga na Kazalnicy Mięguszowieckiej (w pięcioosobowym zespole, zwana później „Momatiukówką”, wiele dni w lipcu 1962).
Momatiuk z Długoszem wprowadzali w Tatry nowe techniki, uznawane czasem za kontrowersyjne. Osadzili tzw. nity (ok. 13–14 na Kazalnicy) oraz wywiercili 3 otwory na nity w gładkiej płycie na Wariancie R na Mnichu latem 1955 (technicznie to Momatiuk pierwszy przeszedł kluczowy fragment tej drogi w czasie próby w lipcu 1955, przerwanej deszczem, jednak Długosz wobec braku czasu Momatiuka ukończył tę drogę jesienią z Andrzejem Pietschem). Momatiuk zastosował w lipcu 1955 na Wariancie R słynne haki specjalne (tzw. „jedynki”), i w Polsce uchodzi za ich wynalazcę i prekursora (choć sprawa ta wymaga jeszcze pewnych ustaleń, gdyż haki te były znane najpóźniej od jesieni 1955 także w słowackiej części Tatr). Haki te były potem pokazywane przez Momatiuka i Długosza w Chamonix w 1960 oraz później przez inne polskie ekipy (i zaczęły być produkowane także na Zachodzie przez innych).
Momatiuk wspinał się także w Alpach (1957, 1960, 1961, 1963) i Kalifornii (po 1967). Przełomem dla polskiego taternictwa było 7. powtórzenie zachodniej ściany Petit Dru (z Długoszem i Stanisławem Bielem, 31 lipca – 2 sierpnia 1957), która dla alpinistów ma rangę symboliczną. W 1960 (22–23 sierpnia) powtórzył z Długoszem wschodnią ścianę Grand Capucin drogą Bonattiego.
Doceniona po latach została też jego próba nowej drogi z 1963, tzw. direttissimy słynnej północnej ściany Eigeru (30 kwietnia – 1 maja, z Janem Mostowskim), ostatecznie pokonanej w 1966 przez liczny zespół brytyjsko-amerykańsko-niemiecki (droga im. Johna Harlina).
Opublikował szereg artykułów, notatek i wspomnień w prasie fachowej. Był autorem trzech książek oraz współautorem w publikacjach zbiorowych.
Znany był także jak fotograf, setki jego zdjęć opublikowano w artykułach i książkach także wielu innych wspinaczy. Pomagał w kręceniu w Tatrach filmów taternickich, m.in. kierował ekipą wspomagającą filmowców filmu dokumentalnych „Wariant R” (1961) i „Zamarła Turnia” (1962), oba w reżyserii Sergiusza Sprudina).
W roku 1967 przedostał się na Zachód i do USA. Zginął 23 listopada 1972 w wypadku przemysłowym.
Jego pierwszą żoną była Barbara Pelagia Momatiuk (1925–2008), a drugą w USA (po 1967) Iwa (Yva) Momatiuk, reporterka National Geographic. Jego najstarszy syn, Michał Momatiuk (ur. 1958) również został taternikiem i alpinistą i jak ojciec nosił środowiskowe przezwisko „Moma” lub „Momo”. Taterniczką była też siostra Czesława, Lidia Momatiuk (m.in. też występowała w filmie „Zamarła Turnia”).

## Publikacje
- 1958 – Mont Maudit znaczy przeklęta góra. [Rozdział w:] Burza nad Alpami, red. Józef Nyka, „Iskry”, Warszawa 1958 [bez ISBN], seria „Naokoło świata”, s. 175–189, wyd. II 1959
- 1966 – Eiger-Nordwand wprost. „Taternik” nr 3-4/1966, s. 89–91 (monografia drogi)
- 1967 – Szwajcaria. „Wiedza Powszechna”, Warszawa 1967 (bez ISBN), stron 284, fot. cz.-b., format 18 cm (kompozycja i układ całości Kazimierz Saysse-Tobiczyk; mapy Lech Ratajski, Leonard Baranowski)
- 1967 – 500 zagadek o Lublinie i ziemi lubelskiej, Warszawa, „Wiedza Powszechna”, Warszawa 1967 (bez ISBN), stron 231, il., mapy, format 18 cm
- 1969 – (pod pseudonimem Stefan Kwapiszewski:) 500 zagadek o Tatrach, „Wiedza Powszechna”, Warszawa 1969, wydanie I (bez ISBN). Rysunki: Samuel Skierski. Stron 267 (skorowidz od s. 259), format 19 × 12 cm

### Pozycje wydane i wznawiane współcześnie
- 1995 – 500 zagadek o Tatrach, Wydawnictwo „Ati”, Kraków 1995, ISBN 83-86219-10-6, wydanie drugie, s. 240. Rysunki: Marina Grieczkina, wstęp: Michał Momatiuk (s. 7–8), indeks (od s. 231), rysunki, format 20,5 × 14,5 cm